# Municipio de Sherman (condado de Sioux)
El municipio de Sherman (en inglés: Sherman Township) es un municipio ubicado en el condado de Sioux en el estado estadounidense de Iowa. En el año 2010 tenía una población de 642 habitantes y una densidad poblacional de 6,85 personas por km².

## Geografía
El municipio de Sherman se encuentra ubicado en las coordenadas 42°57′37″N 96°9′7″O / 42.96028, -96.15194. Según la Oficina del Censo de los Estados Unidos, el municipio tiene una superficie total de 93.7 km², de la cual 93,68 km² corresponden a tierra firme y (0,02 %) 0,02 km² es agua.

## Demografía
Según el censo de 2010, había 642 personas residiendo en el municipio de Sherman. La densidad de población era de 6,85 hab./km². De los 642 habitantes, el municipio de Sherman estaba compuesto por el 94,39 % blancos, el 0,31 % eran afroamericanos, el 1,4 % eran asiáticos, el 3,27 % eran de otras razas y el 0,62 % eran de una mezcla de razas. Del total de la población el 7,79 % eran hispanos o latinos de cualquier raza.